# Balthasar Kaltner

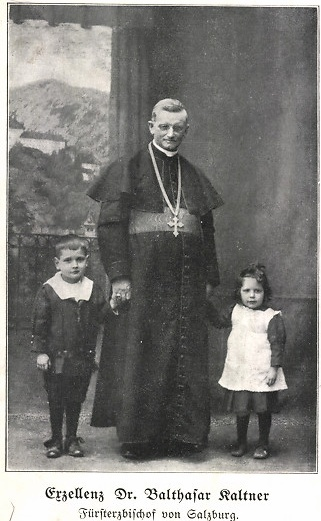
Fürsterzbischof Balthasar Kaltner

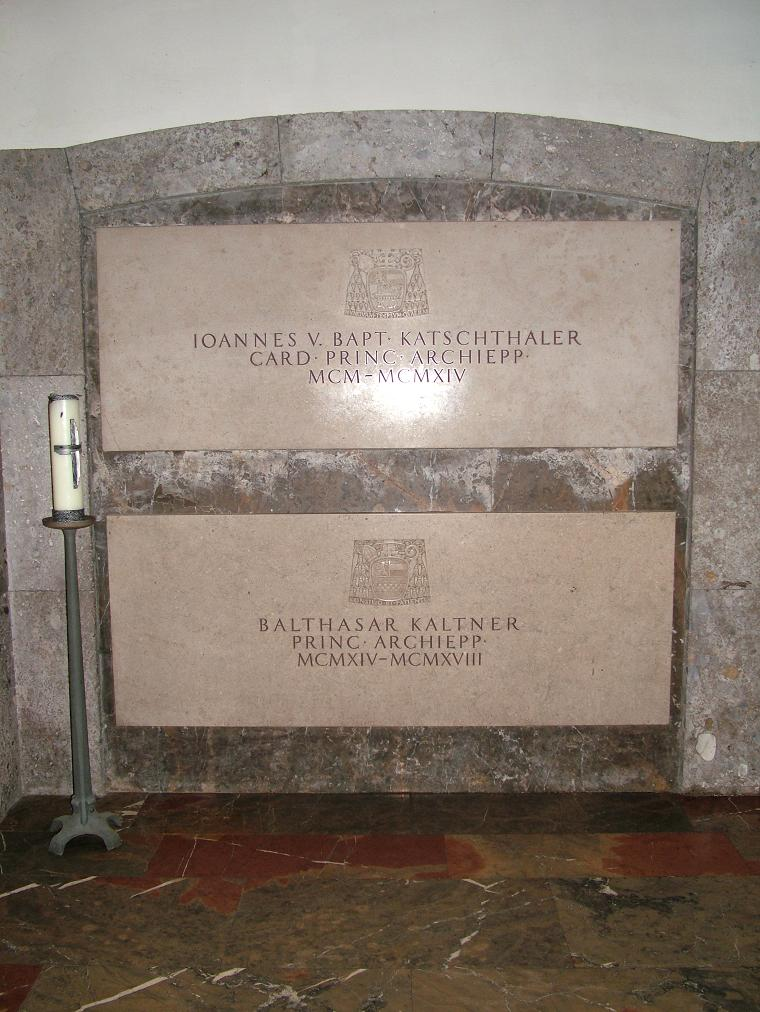
Grabstätte der Erzbischöfe Katschthaler und Kaltner

Balthasar Kaltner (* 12. April 1844 in Goldegg; † 6. Juli 1918 in Salzburg) war Bischof von Gurk und Erzbischof von Salzburg.

## Leben
Balthasar Kaltner wurde in Goldegg im Pongau als jüngster Sohn des Rohrmoosbauern geboren. Er ging zunächst in Salzburg zur Schule und setzte dann das Gymnasium in Meran fort. Danach studierte er Theologie und wurde 1868 vom Erzbischof von Tarnoczy zum Priester geweiht. 1869 wurde er Priester in Mittersill, 1872 in Grödig, 1874 in Gnigl, ab 1895 auch Religionslehrer an der Oberrealschule in Salzburg. Kaltner promovierte 1877 zum Dr. theol. und wurde 1886 ordentlicher Professor für Kirchengeschichte und kanonisches Recht an der theologischen Fakultät zu Salzburg. 1900 wurde er Kapitelvikar und ein Jahr darauf Weihbischof mit dem Titularbistum Agathopolis. 1904 wurde er Dompropst und 1909 Generalvikar. Im Jahr 1910 war er kurzzeitig auch Gemeinderat der Stadt Salzburg.
Nach seiner Konfirmierung zum Bischof von Gurk wurde er 1910 im Klagenfurter Dom inthronisiert. Auf teilweise Ablehnung stieß der Bischof bei den Kärntner Slowenen, da der gebürtige Nichtkärntner die zweite Landessprache nicht beherrschte. Kaltner war der letzte Gurker Bischof, der als Virilist im Kärntner Landtag noch gesprochen hat.
Am 2. April 1914 wählte das Salzburger Metropolitankapitel Kaltner zum Erzbischof von Salzburg.  Am 15. Mai wurde er in Rom präkonisiert, am 5. Juli 1914 im Salzburger Dom installiert. Er war nach der Übernahme seiner Aufgabe als Erzbischof von Salzburg auch ein geschätzter und besonders fähiger Sachverständiger im Baufach. Er hatte dabei maßgeblichen Anteil an den Plänen für die Andräkirche von Salzburg Neustadt, die Kirche zu Itzling zu Oberndorf und für das Borromäum in Parsch. In der kargen Kriegszeit, in der er seine Aufgabe als Erzbischof zu erfüllen hatte, konnte Kaltner keine weitreichenden Ziele verwirklichen.  Er verfasste aber ein Lehrbuch für Kirchengeschichte und zahlreiche kirchenrechtliche Abhandlungen. Kaltner verstarb am 6. Juli 1918 nach kurzer Krankheit. Sein Grab befindet sich in der Krypta des Salzburger Doms.